# Cilium (corail)

Schéma du derme oral d'un polype.

Le cilium (pluriel : cilia) est, chez les coraux, une extension motile se présentant sous la forme d'un petit cil, se situant à la surface d'une cellule épithélio-musculaire.

## Composition
Un cilium est composé de neufs paires de microtubes faits de protéines et arrangées en anneau autour d'une paire centrale.